# Konská (zámek)
Bývalý konský zámek stojí v Třinci – Konské, v areálu Třineckých železáren, nad potokem Staviska, nedaleko jeho soutoku s Olší. Po necitlivé přestavbě dnes již zámeckou budovu nepřipomíná.

## Historie

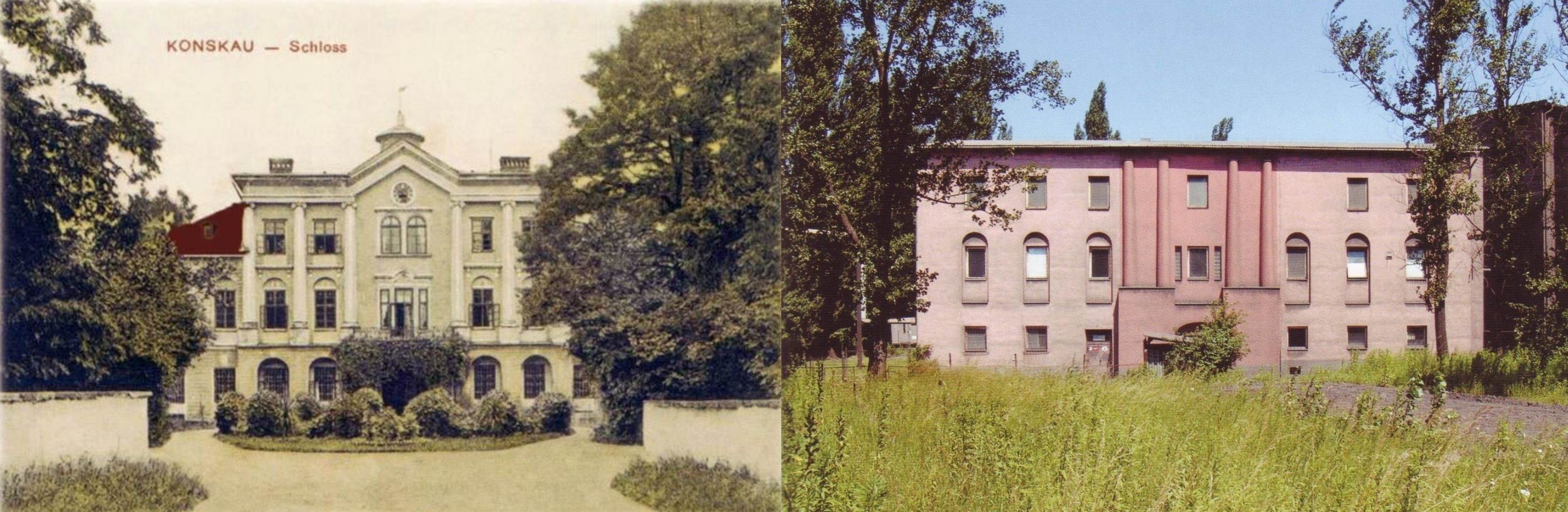
Zaniklý konský zámek, dnes budova slouží převážně jako administrativní budova a šatny zaměstnanců TŽ

První písemná zmínka o obci Konská pochází z roku 1305, kdy ji vlastnil těšínský kníže a sloužila jeho leníkům. Na konci 15. století se dostala do majetku Václava Sobka z Kornic. V té době zde ještě žádné panské sídlo nestálo. Teprve okolo roku 1652 nechal Jan Jiří Sobek v obci postavit menší barokní zámek, jenž měl Sobkům sloužit jako rodové sídlo. V následujících letech docházelo k rychlému střídání majitelů – postupně jej získávají Skrbenští z Hříště, po roce 1679 Jan Dětřich Gočálkovský z Gočálkovic a v roce 1686 Adam Václav Pačinský z Velké Pačiny, který jej odkázal Jindřichu Vilémovi hraběti Vlčkovi z Dobrozemice. V roce 1790 Konskou od Vlčků odkupuje Jiří Bees z Chrostiny. Jiří Bees využil přítomnosti architekta Josefa Kornhäusela v Těšíně a nechal zámek přestavět v duchu klasicismu. V roce 1894 Konskou od Karla Beese odkoupili Grohmannové z Gronau. V roce 1913 Konskou odkoupil polský těšínský zemský spolek a ten okolo roku 1919 do zámeckých prostor umístil dívčí hospodářskou školu. V roce 1946 byla Konská připojena k Třinci, zámek připadl Třineckým železárnám a prošel radikální přestavbou, po které přišel o památkovou ochranu. Dnes jsou v jeho prostorách šatny a kanceláře Třineckých železáren.

### Letohrádek Sanssouci

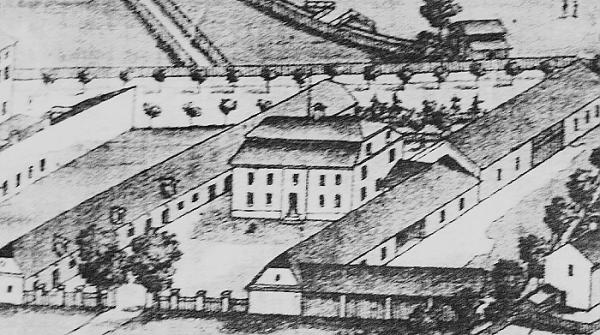
Zámek "Sanssouci" (Klasperovka)- detail z rytiny Třineckých železáren v roce 1888

Spolu s přestavbou konského zámku došlo v jižní části obce k výstavbě zámečku či letohrádku Sanssouci, který Beesové využívali k letním pobytům. Za Grohmannů došlo k začlenění letohrádku do areálu třineckých hutí, v jeho okolí postupně vznikly další objekty hutí, ocelárna, mechanické dílny a sklad. Mezi místními se název Sanssouci nikdy neujal a ti mu, podle nedalekého domu Kaszperů (čp. 46), říkali Kaszperovka. V roce 1953 při přestavbě mechanických dílen došlo k jeho zboření.